# 양윤옥
양윤옥 (梁潤玉, 1958년~)은 대한민국의 일본어 번역가이다. 원광대학교 국어국문학과를 졸업하고 편집부에서 근무하다 남편의 임지를 따라 일본으로 건너간 뒤 1992년 무렵부터 번역을 시작했다. 특히 히가시노 게이고, 오쿠다 히데오, 무라카미 하루키 등 일본의 대표적인 소설가들의 작품들을 많이 번역했다.

## 저작
- 히가시노 게이고 작품
  - 그대 눈동자에 건배(현대문학)
  - 나미야 잡화점의 기적(현대문학)
  - 눈보라 체이스(소미미디어)
  - 라플라스의 마녀(현대문학)
  - 매스커레이드 호텔(현대문학)
  - 매스커레이드 이브(현대문학)
  - 연애의 행방(소미미디어)
  - 유성의 인연(현대문학)
  - 위험한 비너스(현대문학)
  - 현대문학 가가형사 시리즈
    - 거짓말, 딱 한 개만 더
    - 내가 그를 죽였다
    - 둘 중 누군가 그녀를 죽였다
    - 붉은 손가락
    - 악의
    - 졸업

- 사쿠라기 시노 작품
  - 빙평선(현대문학)
  - 호텔 로열(현대문학)
  - 굽이치는 달(현대문학)
  - 별이 총총(현대문학)

- 스미노 요루 작품
  - 너의 췌장을 먹고 싶어(소미미디어)
  - 또다시 같은 꿈을 꾸었어(소미미디어)

- 오쿠다 히데오 작품
  - 꿈의 도시(은행나무)
  - 남쪽으로 튀어!(은행나무)
  - 소문의 여자(오후세시)
  - 올림픽의 몸값(은행나무)
  - 창백한 죽음(뿔)

- 무라카미 하루키 작품
  - 도쿄 기담집(비채)
  - 여자 없는 남자들(문학동네)
  - 이상한 도서관(문학사상사)
  - 잠(문학사상사)
  - 중국행 슬로보트(문학동네)
  - 직업으로서의 소설가(현대문학)
  - 1Q84(문학동네)

- 히라노 게이치로 작품
  - 마티네의 끝에서(아르테)
  - 형태뿐인 사랑(아르테)

- 기타
  - 가면의 고백(미시마 유키오, 문학동네)
  - 불꽃(마타요시 나오키)
  - 사랑을 주세요(츠지 히토나리, 북하우스)
  - 악녀에 대하여(아리요시 사와코, 현대문학)
  - 인간 실격(다자이 오사무, 시공사)
  - 철도원(아사다 지로, 문학동네)
  - 칼에 지다(아사다 지로, 북하우스)
  - 커피점 탈레랑의 사건 수첩(오카자키 다쿠마, 소미미디어)